# Cascada del Velo de Novia
La Cascada del Velo de Novia (en portugués, Cascata do Véu da Noiva) es una cascada que se encuentra cerca de Seixal (Porto Moniz), en la isla de Madeira, Portugal.
El agua se precipita directamente al océano Atlántico después de bajar un acantilado cerca de la carretera que une las poblaciones de São Vicente y Porto Moniz (antigua carretera costera ER101) y después de recorrer gargantas profundas. El agua cae tan fuerte contra las rocas del cauce que produce un aerosol que da el nombre a la cascada.
La cascada no es accesible porque su único acceso por la antigua carretera costera (ER101) está prohibida desde su hundimiento. El mirador de la cascada es un lugar muy popular entre los turistas; el aparcamiento del puente del Miradouro de la Véu da Noiva a menudo se congestiona por los autocares.

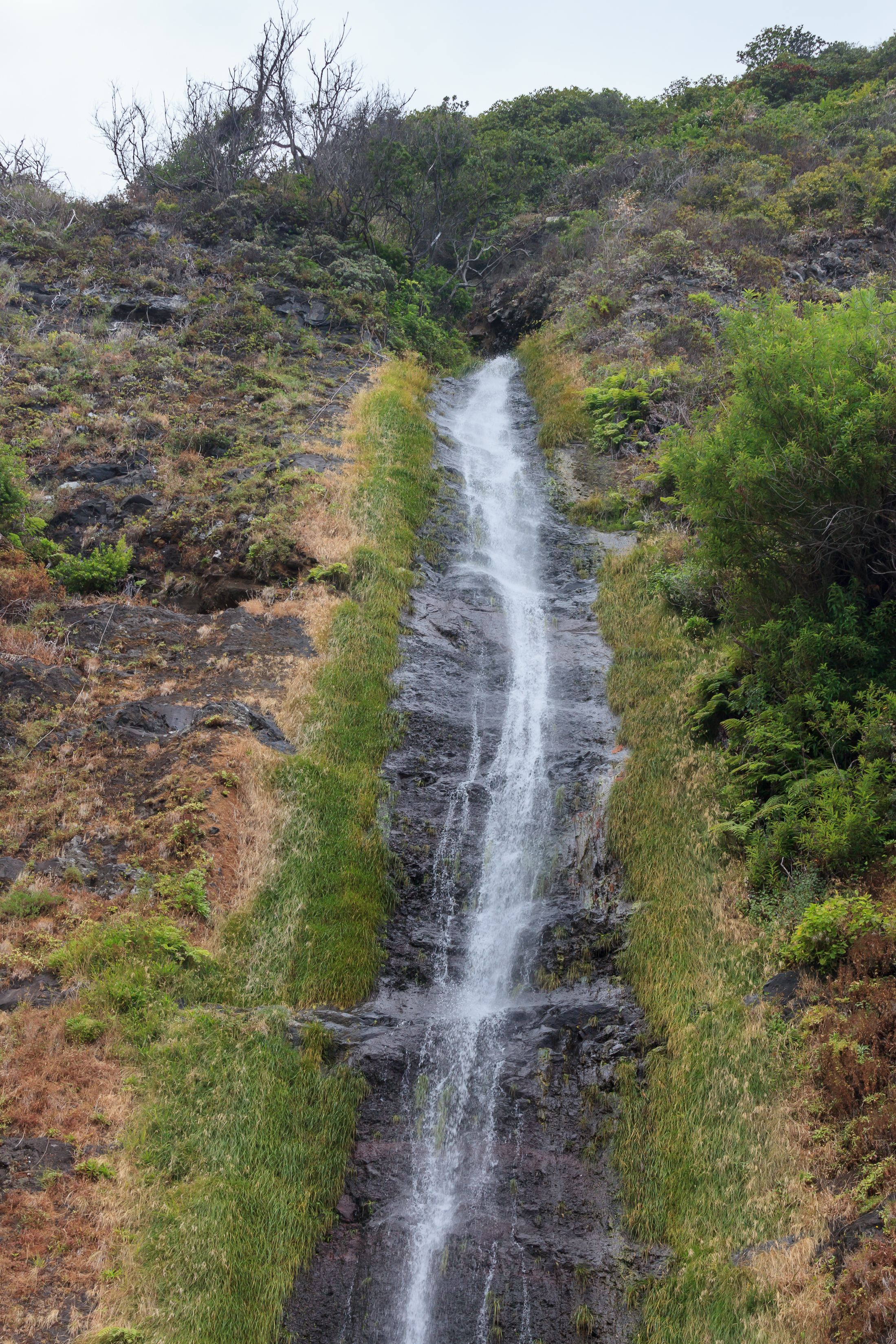
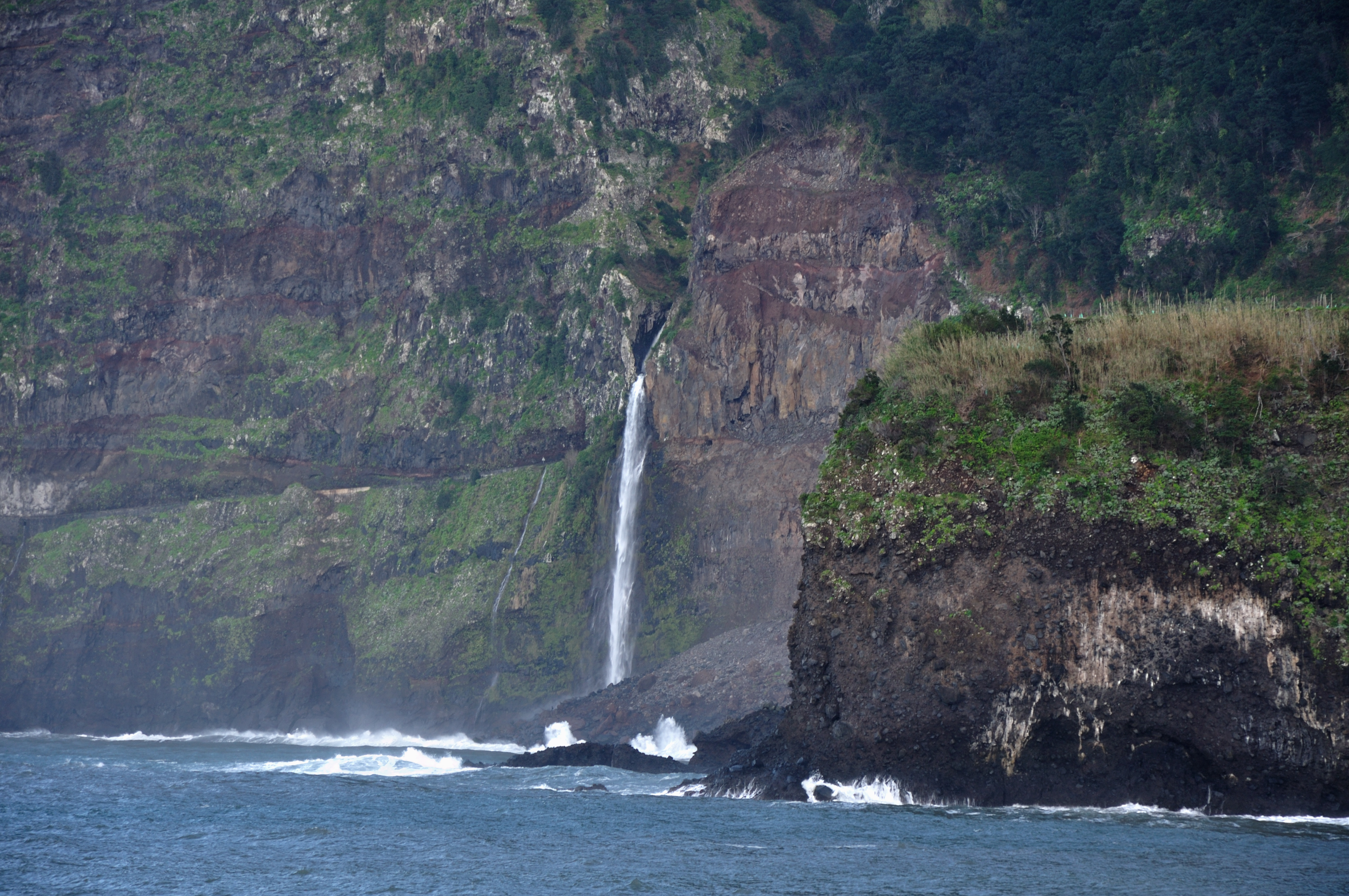